# Rollenpresse
Die Gutbett-Walzenmühle (auch Rollenpresse) besteht aus zwei gleich großen Walzen, die mit gleicher Umfangsgeschwindigkeit umlaufen. Die Gutzufuhr erfolgt derart, dass ein Materialbett zwischen den Walzen entsteht. 
Die Lagersteine einer Walze sind linear verschiebbar gelagert und werden mit Federn oder hydraulischen Druckzylindern gegen das Materialbett gedrückt. Die Drücke im Materialbett betragen über 50 MPa. Im Allgemeinen liegen sie zwischen 100 und 300 MPa. Das Gutbett wird dadurch auf einen Feststoffvolumenanteil über 80 % verdichtet.
Die Gutbett-Walzenmühle besitzt eine gewisse Ähnlichkeit mit Walzenbrechern und Walzenpressen zum Kompaktieren von Pulvern, jedoch unterscheidet sie sich in der Aufgabenstellung, Betriebsweise und Konstruktion. Besondere Vorteile bietet die Gutbett-Walzenmühle für das Zerkleinern spröder Materialien.
Entwickelt wurde sie in den 1980er-Jahren am Institut für Aufbereitungstechnik der TU Clausthal.